# IVOLVE
IVOLVE（イヴォルブ）は、日本の女性アイドルグループ。エイトワン所属。レーベルはファイブリッジミュージック。2020年12月に活動を停止した。

## 概要
グループ名はIDOL（アイドル）とREVOLVE（廻る、回る）を組み合わせた造語で、コンセプトは「エモーショナルアイドル」。やむなく一度ステージを降りたが、再びステージに戻りたいという強い気持ちで廻ってきたメンバーで構成されている。楽曲は音楽プロデューサーであるYamaTo、衣装は外林健太が手掛ける。
ファンは「IVOLVER」と呼ばれる。

## 来歴
2017年
- 9月2日 - AYAMI、ARISU、MIKU、MAFUYUの4名でIVOLVEを結成[2]。
- 9月10日 - 新木場STUDIO COASTで開催された『アイドル甲子園 SUMMER FESTIVAL 2017』でステージデビュー。
- 12月24日 - 下北沢SHELTERにて初の無料ワンマンライブを開催。

2018年
- 3月21日 - 4人体制ラスト『FREE ONE MAN LIVE 〜Antes de la Reforma〜』開催。
- 3月24日 - 新木場STUDIO COASTで開催された『アイドル甲子園 SPRING FESTIVAL 2018』でNOAが加入。5人体制となる。
- 5月2日 - 1stシングル「Humanoid Human」を発売。3rdシングルまで3か月連続で発売した[1]。
- 5月27日 - 1stワンマンライブ『Hacia el verano』をTSUTAYA O-nestで開催[3]。
- 6月6日 - 2ndシングル「ハイフライフロウ」を発売[4]。
- 7月4日 - 3rdシングル「Wannabe」を発売。
- 7月8日 - 『アイドル横丁夏まつり!! 〜2018〜』に出演。
- 8月3日 - 5日 - 『TOKYO IDOL FESTIVAL 2018』に出演。
- 8月25日 - 『@JAM EXPO 2018』に出演。
- 9月1日に『1st ANNIVERSARY ONEMAN LIVE』を恵比寿CreAto、8日に松山サロンキティで開催。
- 9月26日 - 4thシングル「テンプラ」をリリース[5]。
- 10月14日 - 2ndワンマンライブ『超絶戦闘集団イヴォルブ』をShibuya WWWで開催。
- 11月14日 - MAFUYUが脱退。4人体制となる[6]。
- 11月18日- 12月29日 - 『LIVE TOUR 2018 "Thanx a lot!"』を開催。

2019年
- 1月26日 - 『LIVE TOUR 2018 "Thanx a lot!"〜EXHIBITION〜』を開催。
- 4月24日 - 1stアルバム『BULLHANEUM』をリリース[7][8]。
- 7月7日 - 3rdワンマンライブ『BULLHANEUM』を渋谷 SOUND MUSEUM VISIONで開催。
- 8月2日・3日 - 『TOKYO IDOL FESTIVAL 2019』に出演。
- 8月24日 - 『@JAM EXPO 2019』に出演。
- 9月20日 - NOAが脱退。3名体制となる[9]。
- 10月6日 - 4thワンマンライブ『超絶戦闘集団イヴォルブ 2019』をShibuya WWWで開催。

2020年
- 1月18日 - 3人体制ラストライブ『IVOLVE 現体制ラスト単独公演〜トライアド〜』開催。
- 1月19日 - TSUTAYA O-nestで開催された『IVOLVE Re:Debut 〜NUEVO ESTILO〜』でAOIが加入。4人体制となる。
- 6月14日 - 5thワンマンライブ『メトロポリス』を配信無観客で開催。
- 12月30日 - 新宿BLAZEで開催されたラストライブ『La ultima』をもってメンバー全員が卒業。活動を停止した[10]。

## メンバー
| 名前  | 誕生日  | 出身地 | 身長  | カラー | 備考                                     |
| ----- | ------- | ------ | ----- | ------ | ---------------------------------------- |
| AYAMI | 1月26日 | 愛媛県 | 148cm | 白     | リーダー 元nanoRider／nanoCUNE           |
| ARISU | 11月1日 | 福岡県 | 155cm | ピンク | 元LinQ研究生（BudLaB）、元スルースキルズ |
| MIKU  | 9月4日  | 東京都 | 160cm | 赤     | 元フレンドフレンド                       |
| AOI   | 2月9日  | 大阪府 | 163cm | 黄     | 元SO.ON project、元Stella☆Beats          |

### 旧メンバー
| 名前   | 誕生日   | 出身地 | 身長  | カラー   | 備考                                |
| ------ | -------- | ------ | ----- | -------- | ----------------------------------- |
| MAFUYU | 12月25日 | 北海道 | 156cm | 水色     | 2018年11月脱退                      |
| NOA    | 9月28日  | 宮崎県 | 156cm | マゼンタ | 2019年9月脱退 元BudLaB、元Checkmate |

## 作品
順位はオリコン週間ランキング最高位。

### シングル
| # | 発売日        | タイトル         | 規格品番  | 順位  |
| - | ------------- | ---------------- | --------- | ----- |
| 1 | 2018年5月2日  | Humanoid Human   | FVRG-4001 | 174位 |
| 2 | 2018年6月6日  | ハイフライフロウ | FVRG-4002 | 098位 |
| 3 | 2018年7月4日  | Wannabe          | FVRG-4003 | 079位 |
| 4 | 2018年9月26日 | テンプラ         | FVRG-4004 | 056位 |

### 配信シングル
1. Triad（2020年6月3日、ファイブリッジミュージック）

### アルバム
1. BULLHANEUM（2019年4月24日、FVRG-4101、197位）

### 配信アルバム
1. Venvert（2020年12月30日、エイトワン）

## ライブ
主なもの

### ワンマン
| 公演日         | 公演名                                           | 会場                     | 備考             |
| -------------- | ------------------------------------------------ | ------------------------ | ---------------- |
| 2017年12月24日 | FREE ONEMAN LIVE                                 | 下北沢SHELTER            |                  |
| 2018年3月21日  | FREE ONE MAN LIVE 〜Antes de la Reforma〜        | 渋谷RUIDO K2             | 4人体制ラスト    |
| 2018年5月27日  | 1stワンマンライブ『Hacia el verano』             | TSUTAYA O-nest           |                  |
| 2018年7月1日   | FREE ONEMAN LIVE                                 | 恵比寿CreAto             |                  |
| 2018年8月22日  | FREE ONEMAN LIVE                                 | 恵比寿CreAto             | 8月8日の振替     |
| 2018年9月1日   | 1st ANNIVERSARY ONEMAN LIVE in TOKYO             | 恵比寿CreAto             |                  |
| 2018年9月8日   | 1st ANNIVERSARY ONEMAN LIVE in MATSUYAMA         | 松山サロンキティ         |                  |
| 2018年10月14日 | 2ndワンマンライブ『超絶戦闘集団イヴォルブ』      | Shibuya WWW              |                  |
| 2019年7月7日   | 3rdワンマンライブ『BULLHANEUM』                  | 渋谷 SOUND MUSEUM VISION |                  |
| 2019年10月6日  | 4thワンマンライブ『超絶戦闘集団イヴォルブ 2019』 | Shibuya WWW              |                  |
| 2020年1月18日  | IVOLVE 現体制ラスト単独公演〜トライアド〜        | 恵比寿CreAto             | 3人体制ラスト    |
| 2020年1月19日  | IVOLVE Re:Debut 〜NUEVO ESTILO〜                 | TSUTAYA O-nest           | AOI加入          |
| 2020年6月14日  | 5thワンマンライブ『メトロポリス』                | WOMB                     | 無観客配信ライブ |

### ツアー
- IVOLVE LIVE TOUR 2018 "Thanx a lot!"
  - 2018年11月18日、LIVE SQUARE 2nd LINE
  - 2018年11月25日、天神ベストホール
  - 2018年12月1日、松山サロンキティ
  - 2018年12月16日、伏見ライオンシアター
  - 2018年12月23日、RISING HALL
  - 2018年12月29日、恵比寿CreAto、ARISU病欠
  - 2019年1月26日、恵比寿CreAto、ツアーFINALにARISUが出演できなかったため追加された。

### 主催公演
生誕祭を除く
| 公演日   | タイトル                       | 会場             |        |
| 2018年   | 2018年                         | 2018年           | 2018年 |
| -------- | ------------------------------ | ---------------- | ------ |
| 8月1日   | 激突 〜Yamakatsu×IVOLVE〜      | 恵比寿CreAto     |        |
| 10月10日 | Road to ONEMAN LIVE            | 恵比寿CreAto     |        |
| 2019年   |                                |                  |        |
| 5月10日  | Hit the BULLHANEUM!!! in OSAKA | 心斎橋・MUSE BOX |        |
| 7月27日  | 超絶ポリス集団イヴォルブ2019   | 渋谷TAKE OFF 7   |        |
| 8月13日  | 超絶浴衣集団イヴォルブ2019     | 恵比寿CreAto     |        |
| 8月25日  | 超絶ナース集団イヴォルブ2019   | 渋谷RUIDO K2     |        |
| 9月16日  | 超絶メイド集団イヴォルブ2019   | 渋谷CLUB CRAWL   |        |